# Nyár-fagomba
A nyár-fagomba (Lentinus tigrinus) a likacsosgombafélék családjába tartozó, Eurázsiában és Észak-Amerikában honos, lombos fák korhadó törzsén élő, ehető gombafaj. Egyéb elnevezései: közönséges nyárfa-gomba, nyárfa dücskőgomba, pikkelyes fagomba.

## Megjelenése
A nyár-fagomba kalapja 3-8 (12) cm széles, alakja fiatalon domború, majd ellaposodik, közepe bemélyed, végül tölcsér formájú lesz. Széle eleinte begöngyölt. Alapszíne fehéres, amelyen sötétbarna, feketés színű pikkelyek találhatók, főleg a közepén. 
Húsa vékony, fiatalon puha; idősebben szívóssá, bőrszerűvé válik. Színe fehéres, sérülésre kissé sárgulhat. Íze és szaga nem jellegzetes. 
Sűrűn álló, keskeny lemezei lefutók. Színük fiatalon fehér, később sárgás, okkeres árnyalatú. Élük idővel kissé fűrészes lesz.
Tönkje 2-5 (10) cm magas és 0,3-1 cm vastag. A kalaphoz középen vagy némileg oldalt csatlakozik. Hamar eltűnő gallérja van. Alapszíne fehéres, rajta feketés-barnás színű szálas pikkelyekkel.
Spórapora fehér. Spórája ellipszis alakú, sima, mérete 5–7 x 2–3,5 µm.

### Hasonló fajok
Mérgező gombákkal nem téveszthető össze. 

## Elterjedése és termőhelye
Eurázsiában és Észak-Amerikában honos. Magyarországon gyakori. 
Lombos fák korhadó törzsén, tönkjén (főleg fűzfán és nyárfán) él, de megmunkált korhadó fán is előfordulhat. Áprilistól novemberig terem. 

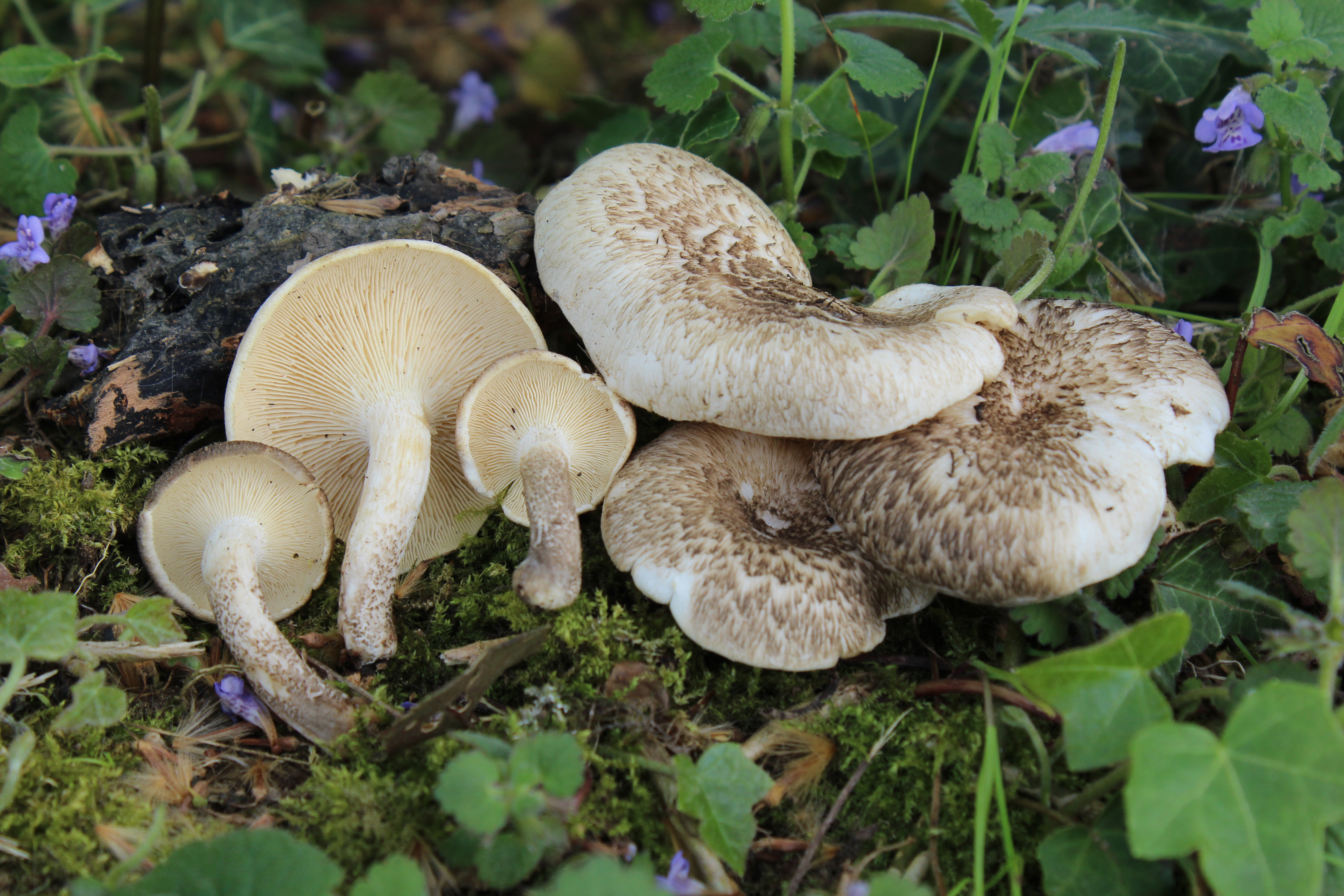
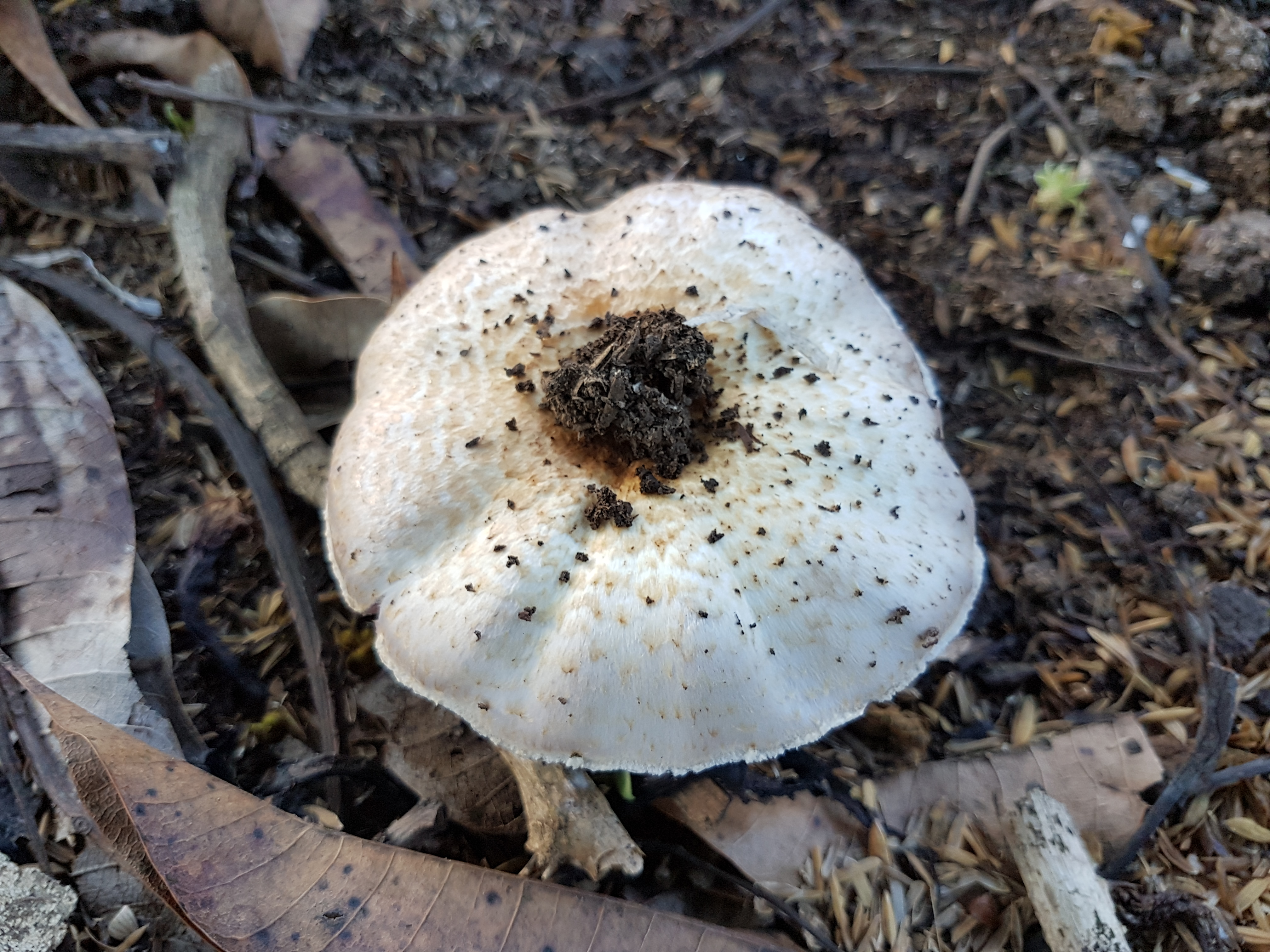
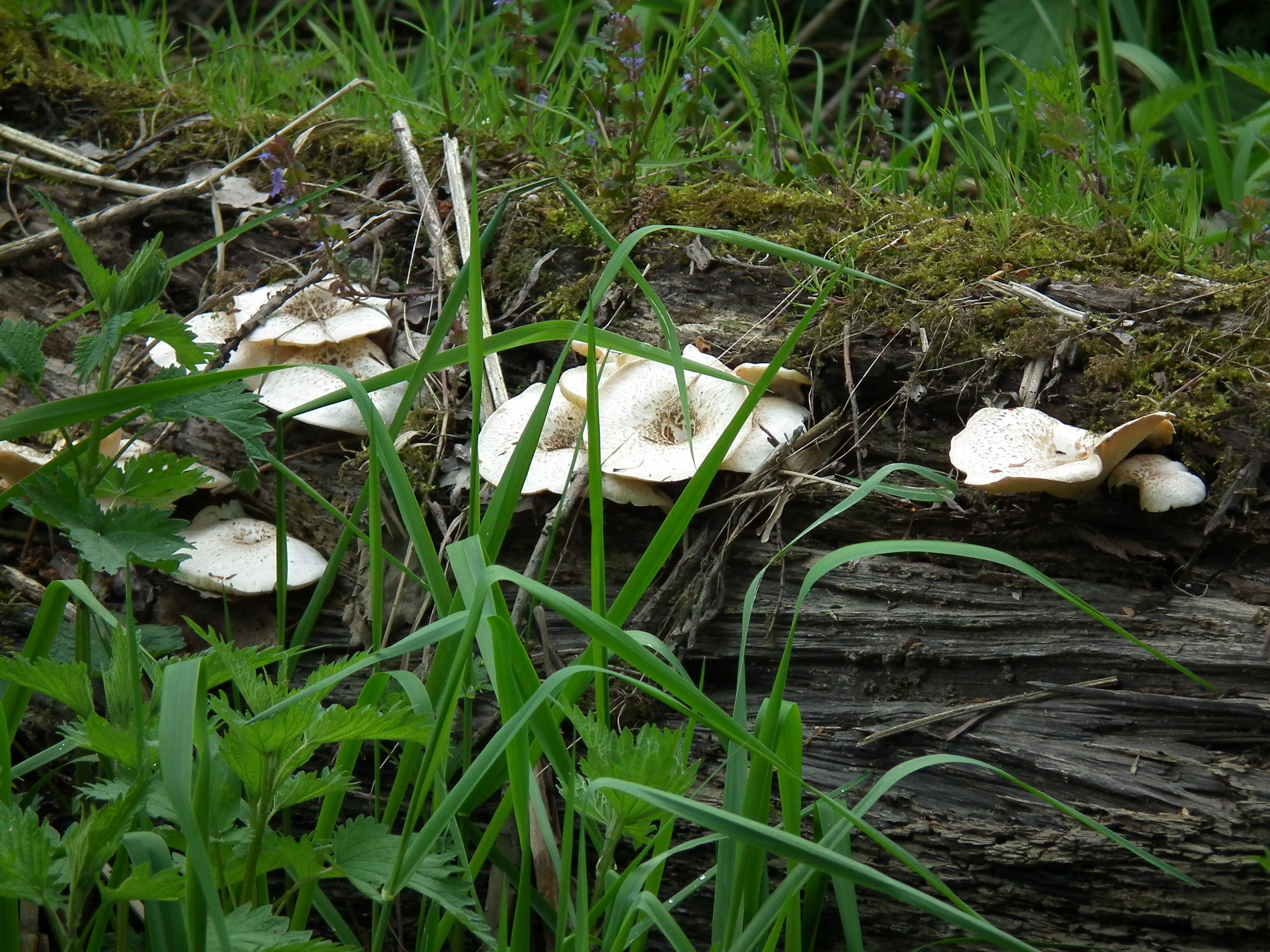
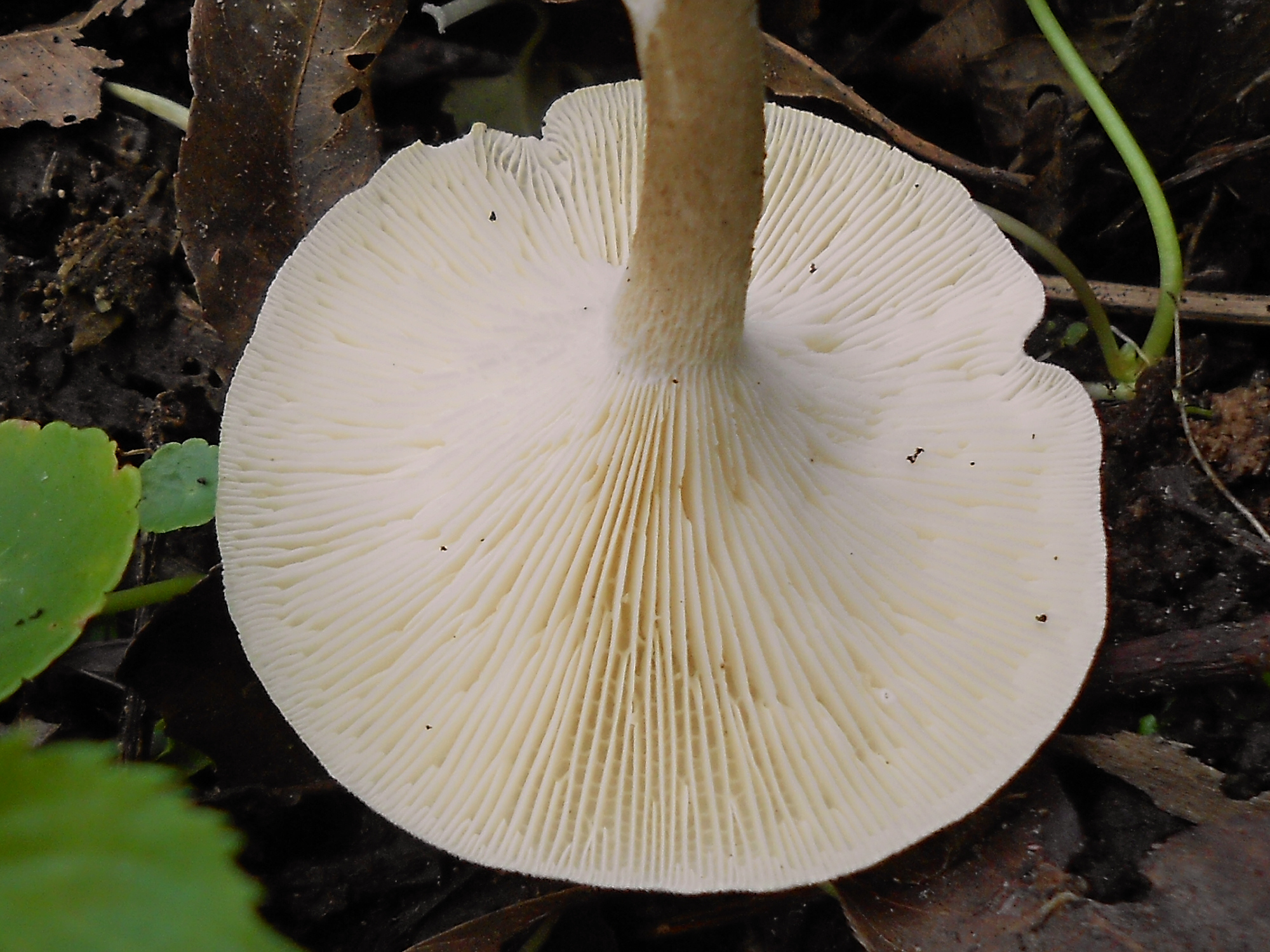
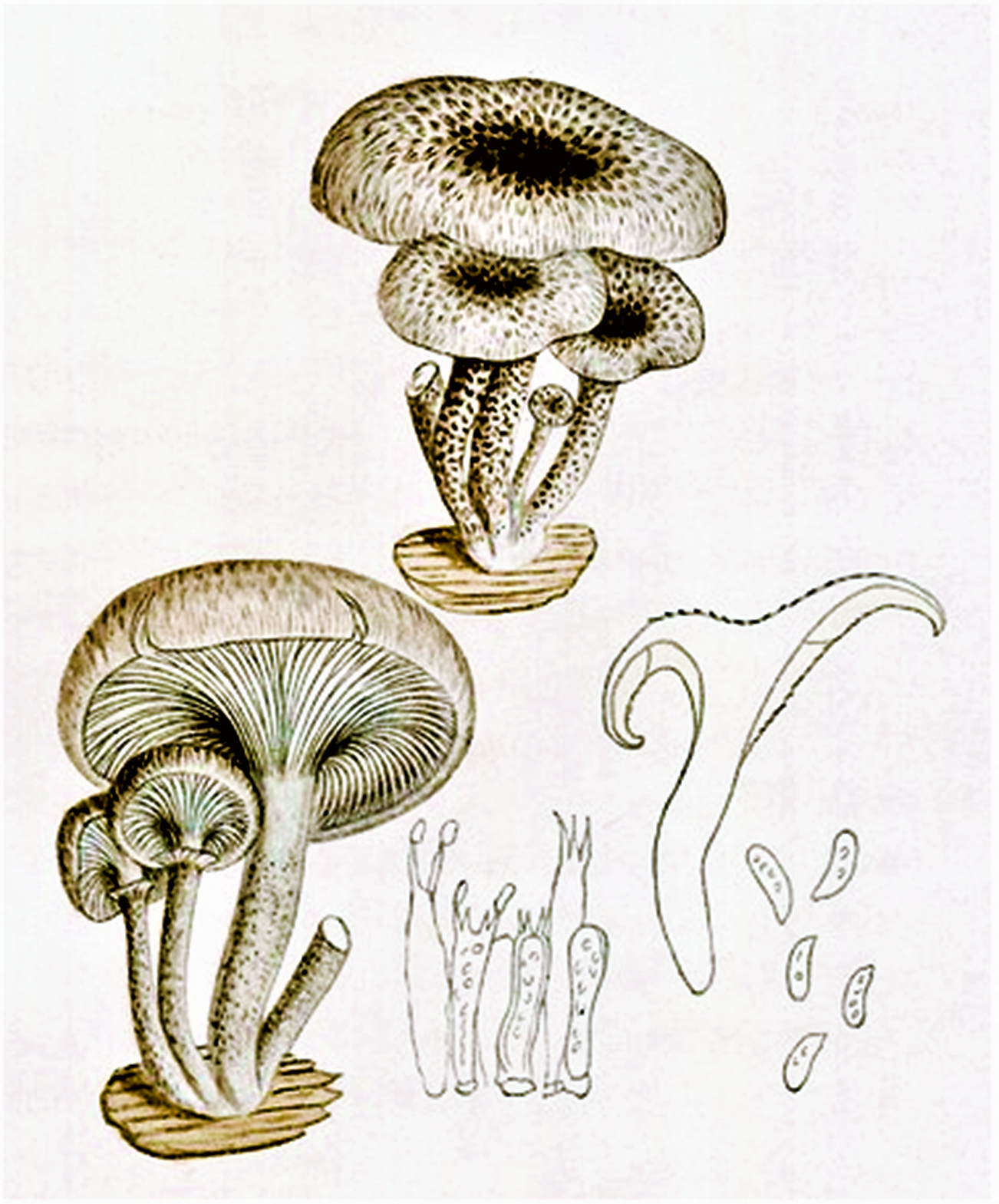

Ehető. 